# Antepipona intricata
Antepipona intricata är en stekelart som först beskrevs av Smith 1857.  Antepipona intricata ingår i släktet Antepipona och familjen Eumenidae. Inga underarter finns listade i Catalogue of Life.